# Peter Rothmann
Peter Rothmann Rasmussen, pseud. "dupreeh" (ur. 26 marca 1993 w Allerød) – duński profesjonalny gracz Counter-Strike: Global Offensive, będący riflerem dla organizacji Vitality. 5 najlepszy gracz CS:GO 2018 roku. Były reprezentant takich formacji jak Team 3DMAX, Copenhagen Wolves, Team Dignitas czy Team SoloMid. Dotychczas w swojej karierze zarobił ok. 1 milion 742 tysiące dolarów.

## Życiorys
Karierę rozpoczął 4 września 2012 roku, kiedy dołączył do Team 3DMAX, jednak nic wielkiego z nią nie osiągnął. W styczniu 2013 roku dołączył do Copenhagen Wolves, jednak 16 lutego 2014 skład ten został przejęty przez Team Dignitas. 29 stycznia 2015 dołączył do Team SoloMid, które zmieniło nazwę na Team QuestionMark. 19 stycznia 2016 roku Peter wraz z kolegami z Team QuestionMark stworzyli Astralis. Był to najlepszy moment w karierze Petera, ponieważ w kwietniu 2018 Astralis znalazło się na samym szczycie rankingu najlepszych drużyn CS:GO, tworzonego przez serwis HLTV. Dupreeh do dziś reprezentuje duńską markę, która jest najlepszą organizacją w historii CS:GO.

## Wyróżnienia indywidualne
- Został wybrany 18 najlepszym graczem 2013 roku według serwisu HLTV[5].
- Został wybrany 16 najlepszym graczem 2014 roku według serwisu HLTV[6].
- Został wybrany 12 najlepszym graczem 2015 roku według serwisu HLTV[7].
- Został wybrany 10 najlepszym graczem 2017 roku według serwisu HLTV[8].
- Został wybrany 5 najlepszym graczem 2018 roku według serwisu HLTV[9].
- Został wybrany 16 najlepszym graczem 2019 roku według serwisu HLTV[10].
- Został wybrany 8 najlepszym graczem 2018 roku według serwisu Thorin's Top[11].
- Został uznany najlepszym graczem turnieju ESL Pro League Season 7 Finals[12].
- Został uznany najlepszym graczem turnieju BLAST Pro Series Global Final 2019[13].
- Peter wraz z kolegami z Astralis wygrali największą liczbę Majorów spośród wszystkich profesjonalnych graczy CS:GO.

## Osiągnięcia[14][15]
- 3/4 miejsce - Fragbite Masters Season 1
- 1 miejsce - European Championship 2013
- 3/4 miejsce - ESL Major Series One Katowice 2014
- 1 miejsce - Fragbite Masters Season 2
- 1 miejsce - Gfinity Pro League Season 1
- 2 miejsce - FACEIT Spring League 2014
- 3/4 miejsce - ESL One: Cologne 2014
- 2 miejsce - Copenhagen Games 2015
- 1 miejsce - PGL CS:GO Championship Series Kick-off Season
- 1 miejsce - FACEIT League 2015 Stage I Finals
- 1 miejsce - Fragbite Masters Season 4
- 1 miejsce - FACEIT 2015 Stage 2 Finals
- 2 miejsce - Intel Extreme Masters Season X - gamescom
- 1 miejsce - Game Show CS:GO League Season 2
- 3/4 miejsce - ESL One Cologne 2015
- 2 miejsce - ESL ESEA Pro League Invitational
- 2 miejsce - DreamHack Open London 2015
- 1 miejsce - Counter Pit League
- 1 miejsce - ESL ESEA Pro League Season 2 - Europe
- 2 miejsce - Intel Extreme Masters X - San Jose
- 1 miejsce - Red Dot Invitational
- 3/4 miejsce - DreamHack Open Leipzig 2016
- 3/4 miejsce - Intel Extreme Masters X - World Championship
- 2 miejsce - Counter Pit League Season 2 - Finals
- 3/4 miejsce - MLG Major Championship: Columbus 2016
- 3/4 miejsce - DreamHack Open Summer 2016
- 2 miejsce - ELEAGUE Season 2
- 1 miejsce - Esports Championship Series Season 2 - Finals
- 1 miejsce - ELEAGUE Major: Atlanta 2017
- 3/4 miejsce - DreamHack Masters Las Vegas 2017
- 1 miejsce - Intel Extreme Masters XI - World Championship
- 2 miejsce - StarLadder i-League StarSeries Season 3
- 3/4 miejsce - Esports Championship Series Season 3 - Finals
- 3/4 miejsce - PGL Major Kraków 2017
- 2 miejsce - ELEAGUE CS:GO Premier 2017
- 2 miejsce - BLAST Pro Series: Copenhagen 2017
- 3/4 miejsce - Esports Championship Series Season 4 - Finals
- 1 miejsce - DreamHack Masters Marseille 2018
- 2 miejsce - Intel Extreme Masters XIII - Sydney
- 1 miejsce - ESL Pro League Season 7 - Finals
- 1 miejsce - Esports Championship Series Season 5 - Finals
- 1 miejsce - ELEAGUE CS:GO Premier 2018
- 2 miejsce - DreamHack Masters Stockholm 2018
- 1 miejsce - FACEIT Major: London 2018
- 1 miejsce - BLAST Pro Series: Istanbul 2018
- 1 miejsce - Intel Extreme Masters XIII - Chicago
- 1 miejsce - Esports Championship Series Season 6 - Finals
- 1 miejsce - ESL Pro League Season 8 - Finals
- 1 miejsce - Intel Grand Slam Season 1
- 1 miejsce - BLAST Pro Series: Lisbon 2018
- 2 miejsce - iBUYPOWER Masters IV
- 1 miejsce - Intel Extreme Masters XIII - Katowice Major 2019
- 1 miejsce - BLAST Pro Series: São Paulo 2019
- 2 miejsce - BLAST Pro Series: Madrid 2019
- 2 miejsce - Intel Grand Slam Season 2
- 1 miejsce - StarLadder Berlin Major 2019
- 2 miejsce - ESL One: New York 2019
- 1 miejsce - Intel Extreme Masters XIV - Beijing
- 1 miejsce - Esports Championship Series Season 8 - Finals
- 1 miejsce - BLAST Pro Series: Global Final 2019